# The Chinatown Mystery (film 1915)
The Chinatown Mystery è un cortometraggio muto del 1915 diretto da Reginald Barker.

## Produzione
Il film fu prodotto dalla Broncho Film Company.

## Distribuzione
Distribuito dalla Mutual Film, il film - un cortometraggio in due bobine - uscì nelle sale cinematografiche degli Stati Uniti il 10 febbraio 1915.